# Phật Trùm

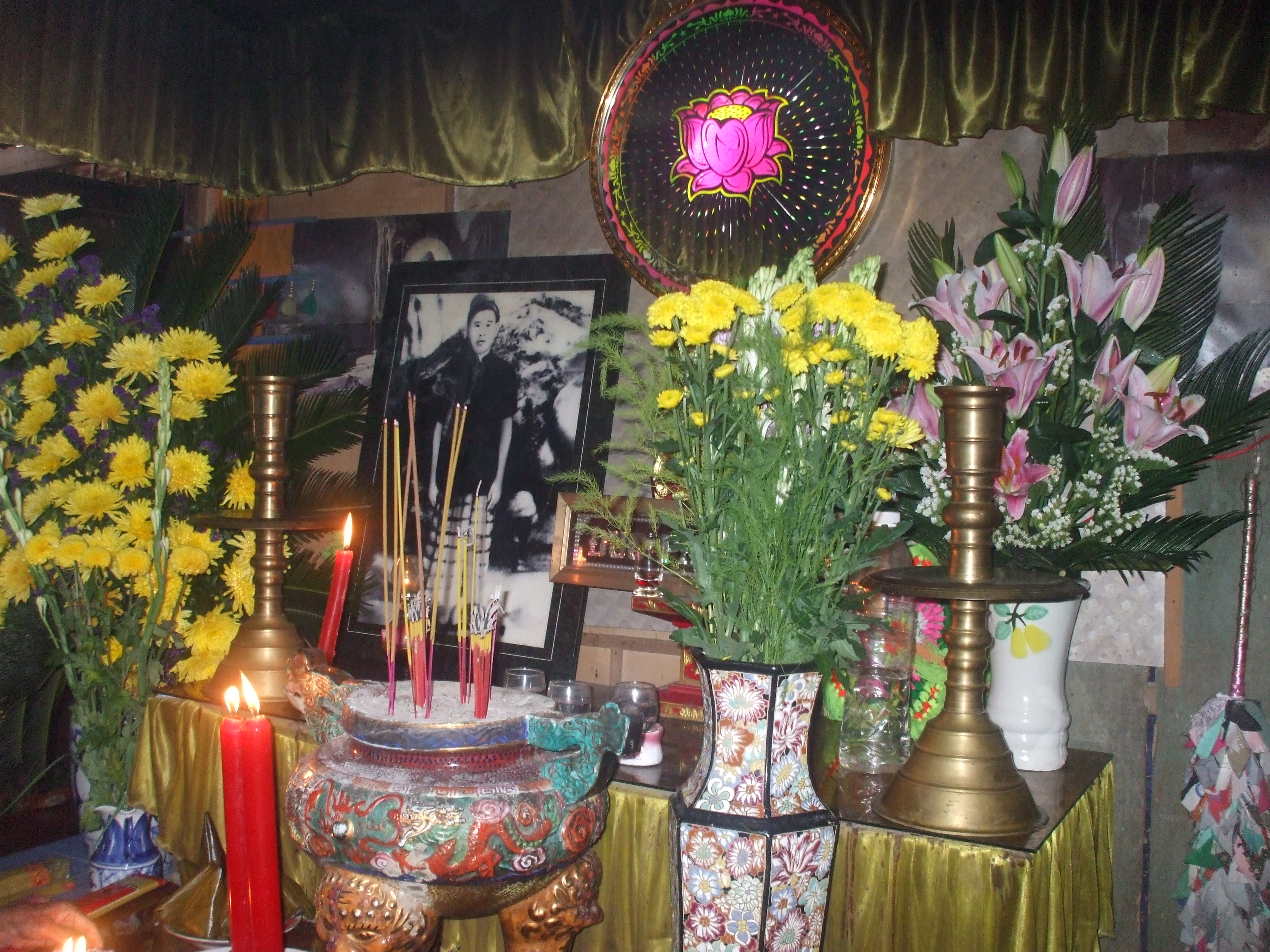
Bàn thờ Phật Trùm tại nhà ở của ông khi xưa, nay thuộc ấp Sà lon, xã Lương Phi

Phật Trùm (? - 1875) tên thật: Tà Ponl, người Việt gốc Khmer, ở ấp Sàlon, xã Lương Phi, huyện Tri Tôn, tỉnh An Giang. Ông được tín đồ các giáo phái Bửu Sơn Kỳ Hương, Tứ Ân Hiếu Nghĩa, Phật giáo Hòa Hảo gọi tôn là Phật Trùm. Ông cũng được xem là lần chuyển kiếp thứ 2 của Phật Thầy Tây An.

## Đời thực lẫn huyền thoại
Phật Trùm, từ nhỏ đến lớn, sống như một người bình thường. Khi trưởng thành, ông cưới vợ và có được bốn cô con gái. Là người Việt gốc Khmer ít học, nói tiếng Việt không thạo; vậy mà vào năm 1866, sau những ngày lâm bệnh nặng đến hôn mê, ông bỗng dưng tỉnh táo và khỏe lại, tự nhận mình là "hậu thân" của Phật Thầy Tây An tức Đoàn Minh Huyên, là "hồn Trùm" của Phật (nên được tín đồ gọi tôn là "Phật Trùm"), theo như mấy câu sám giảng của ông còn lưu truyền:
Ở đời hạ giới yêu ma,
Phật cho Thầy xuống để mà giảng dân.
Tuy là phần xác của Miên,
Hồn Trùm của Phật xuống lên dạy đời.
Từ đấy, Phật Trùm bắt đầu giảng giáo lý toàn bằng tiếng Việt. Bà Néang-Suông xưng là cháu chắt Phật Trùm cho biết ông có để lại một cuốn kinh bằng tiếng Việt, nhưng Tà-Sao là cháu của Phật Trùm đã đem nạp cho Pháp, bởi vậy chỉ có thể biết được một phần nội dung:

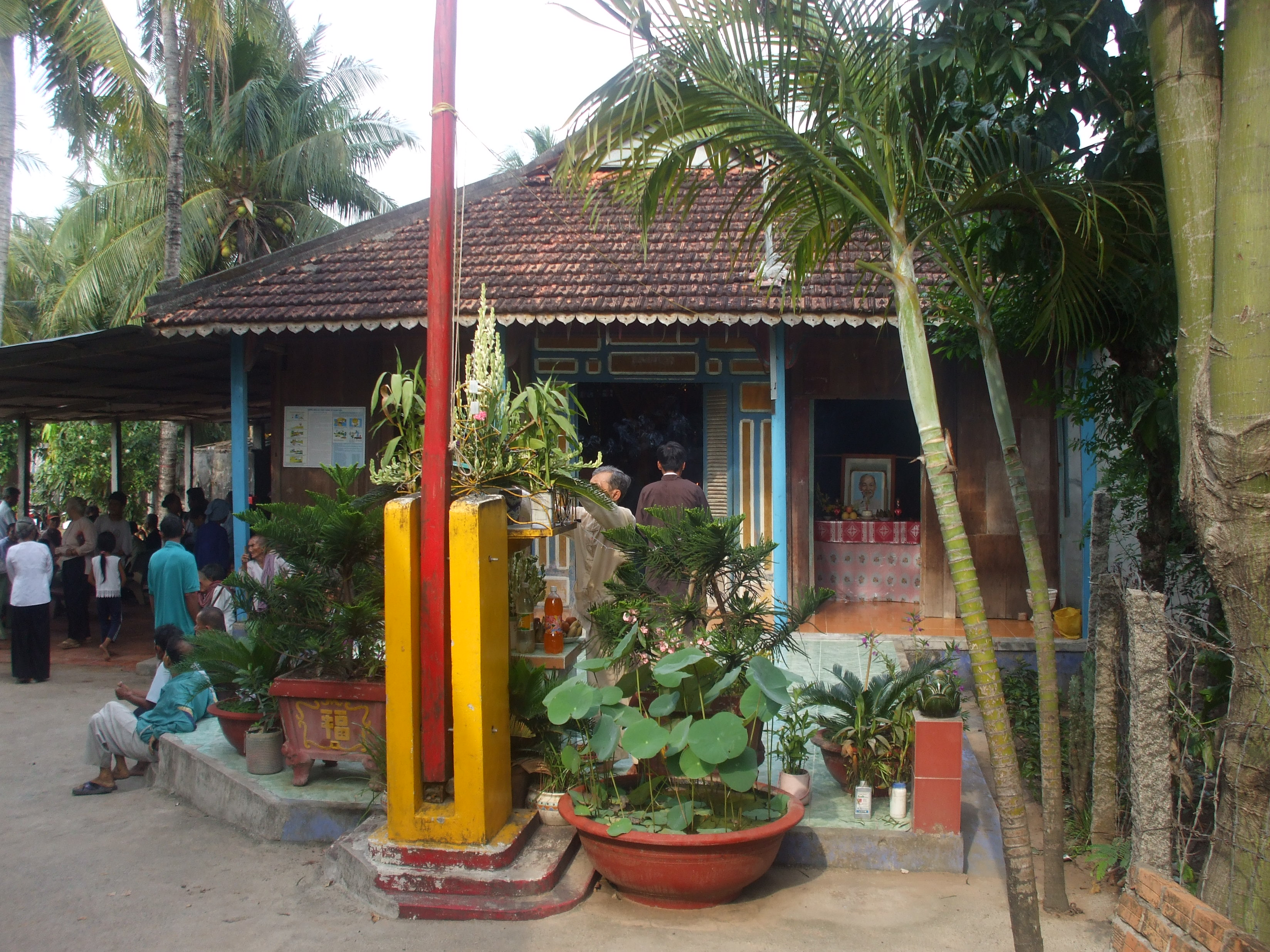
Nhà Phật Trùm sinh sống khi xưa tại ấp Sàlon, nay trở thành nơi thờ cúng ông.

Thương đời ta phải bị đày,
Phật môn vạn pháp không ngoài cái Tâm.
Hạ ngươn sanh chúng lạc lầm,
Nên đem diệu lý âm thầm độ sinh.
Tu Nhân, Học Phật khá gìn,
Long Hoa đến hội, Phật tiên đến gần...
Và cũng tương tự lối hành đạo của Đoàn Minh Huyên (Phật Thầy Tây An), Phật Trùm cho phân phát "lòng phái", trổ tài trị bệnh thật lạ thường.
Người ta kể rằng Phật Trùm thường dùng đèn sáp đốt lên, bảo bệnh nhân ngửi hơi khói mà hết bệnh ,nên ông còn được gọi là Đạo Đèn.
Cái tên ấy, đã được nhắc đến trong sấm giảng của ông: 
Lâm san nghe tiếng Đạo Đèn,
Gần xa thiên hạ ngợi khen vô cùng.
Kẻ thời đến lãnh giấy thông,
Người thời đến lãnh phù ông đem về...

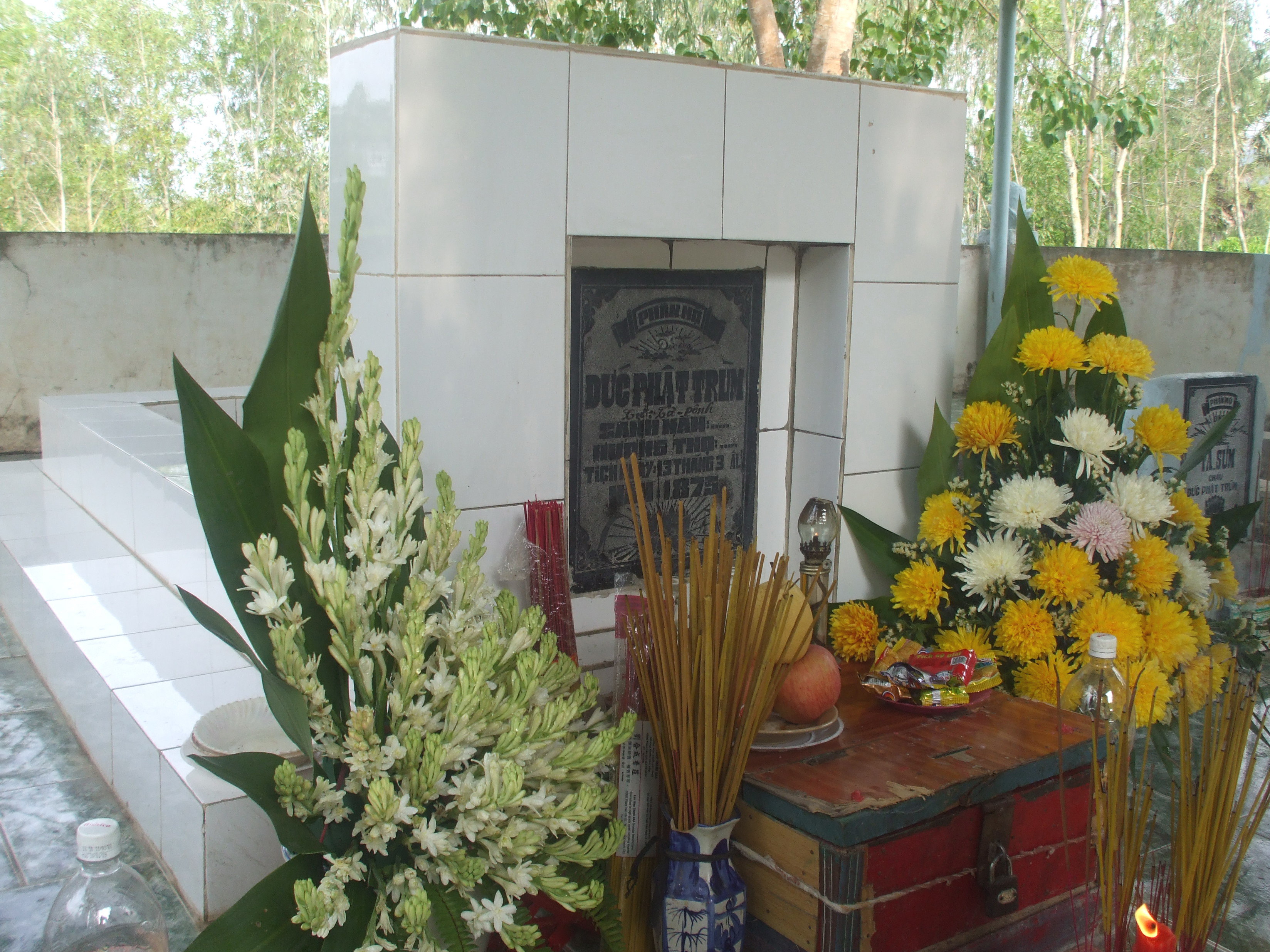
Mộ Phật Trùm trên lưng chừng núi Sàlon, ấp Sàlon, xã Lương Phi.

Khoảng năm 1870, lúc này tín đồ người Việt theo ông đã khá đông. Thấy vậy, một số người Việt gốc Khmer trong xóm vu cáo là ông mượn chuyện đạo, chuyện trị bệnh để quy tụ, để cổ xúy nhân dân nổi loạn, nên nhà cầm quyền Pháp cho bắt giam ông rồi kết án tù đày.
Trong tù, ông chăn heo. Sau vài năm, Pháp thấy ông hiền lành, không có biểu hiện gì chống đối, nên ông được trả tự do. Về lại quê nhà, Phật Trùm tiếp tục hành đạo, có khi rao giảng đạo sang tận bên nước Campuchia.
Ngày 13 tháng 3 âm lịch năm Ất Hợi (1875), Phật Trùm viên tịch.
Hiện mộ Phật Trùm nằm lưng chừng núi Sàlon., một núi nhỏ, thấp thuộc ấp Sàlon, xã Lương Phi, huyện Tri Tôn, tỉnh An Giang.